# Villogorgia serrata
Villogorgia serrata is een zachte koraalsoort uit de familie Plexauridae. De koraalsoort komt uit het geslacht Villogorgia. Villogorgia serrata werd in 1910 voor het eerst wetenschappelijk beschreven door Nutting. 